# Lispocephala punctifemur
Lispocephala punctifemur är en tvåvingeart som beskrevs av Malloch 1935. Lispocephala punctifemur ingår i släktet Lispocephala och familjen husflugor. Inga underarter finns listade i Catalogue of Life.